# 硫化亞銅
硫化亞銅，分子式為Cu2S，多表现为黑色或灰黑色，在自然界中主要以輝銅礦的形式存在。硫化亞銅有很窄的化學計量變化範圍： Cu1.997S至Cu2.000S。

## 製備與相關反應
Cu2S可由熱的銅在硫蒸氣或H2S反應制得。銅粉在熔融的硫中快速反應生成Cu2S，但顆粒較粗的銅參加該反應則要求更高的溫度
Cu2S與氧氣反應生成Cu2O和SO2:
2Cu2S + 3O2 → 2Cu2O + 2SO2
在生產過程中，三分之二的熔融硫化亞銅會發生上述的氧化。
Cu2O與沒氧化的Cu2S反應生成Cu單質
Cu2S + 2Cu2O → 6Cu + SO2

## 結構
Cu2S以两种形式存在。其中一種低溫單斜形的結構複雜，稱為低輝銅礦，在一個晶格中有96個銅原子，有著六邊形結構，热稳定性较强，在140℃以上才会被氧化。在這種結構中，有24個晶體學上單獨的銅原子，而且這種結構近似一個被銅原子和硫原子緊緊擠滿的六邊形結構。這種結構起初被指定為斜方晶系，因為其有成對的晶體。
硫化亞銅的另一種形式是一種非整比化合物：Cu1.96S（範圍在 Cu1.934S至Cu1.965S之間），為248個銅原子和128硫原子在一個晶格中組成單斜結構，如藍輝銅礦Cu31S16。Cu2S和Cu1.96S在外觀上十分相似，以致很難分清彼此。